# U-19-Handball-Europameisterschaft der Frauen 2017
Die 11. U-19-Handball-Europameisterschaft der Frauen wurde vom 27. Juli bis 7. August 2017 in Slowenien ausgetragen. Veranstalter war die Europäische Handballföderation (EHF). Frankreich gewann erstmals den Titel. Aufgrund eines Dopingverstoßes von drei Spielerinnen wurde dem Finalisten Russland nachträglich die Silbermedaille aberkannt.

## Vorrunde
Die Auslosung der Vorrundengruppen der U-19-Handball-Europameisterschaft der Frauen 2017 fand am 20. Mai 2017 in Paris statt. In der Vorrunde spielte jede Mannschaft einer Gruppe einmal gegen jedes andere Team in der gleichen Gruppe. Die jeweils besten zwei Mannschaften jeder Gruppe qualifizierten sich für die Hauptrunde, die Gruppendritten und Gruppenvierten qualifizierten sich für die Zwischenrunde.

### Gruppe A
| Pl. | Land        | Sp. | S | U | N | Tore    | Diff. | Punkte |
| --- | ----------- | --- | - | - | - | ------- | ----- | ------ |
| 1.  | Ungarn      | 3   | 2 | 0 | 1 | 083:710 | +12   | 04:20  |
| 2.  | Niederlande | 3   | 2 | 0 | 1 | 083:810 | +2    | 04:20  |
| 3.  | Rumänien    | 3   | 1 | 0 | 2 | 071:800 | −9    | 02:40  |
| 4.  | Schweden    | 3   | 1 | 0 | 2 | 070:750 | −5    | 02:40  |

| 27. Juli 2017 13:00 Uhr | Ungarn               | 26:21        | Rumänien             | Dvorana Zlatorog, Celje Zuschauer: 50 Schiedsrichter: Krause-Kjær, Pedersen |
| 27. Juli 2017 13:00 Uhr | meiste Tore: Háfra 8 | (14:11)      | meiste Tore: Tîrcă 7 | Dvorana Zlatorog, Celje Zuschauer: 50 Schiedsrichter: Krause-Kjær, Pedersen |
| 27. Juli 2017 13:00 Uhr | Strafen: 3× 2×       | Spielbericht | Strafen: 3× 1×       | Dvorana Zlatorog, Celje Zuschauer: 50 Schiedsrichter: Krause-Kjær, Pedersen |

| 27. Juli 2017 15:00 Uhr | Schweden                       | 23:26        | Niederlande             | Dvorana Zlatorog, Celje Zuschauer: 400 Schiedsrichter: Vujačić, Kažanegre |
| 27. Juli 2017 15:00 Uhr | meiste Tore: Thorleifsdóttir 5 | (8:11)       | meiste Tore: Housheer 7 | Dvorana Zlatorog, Celje Zuschauer: 400 Schiedsrichter: Vujačić, Kažanegre |
| 27. Juli 2017 15:00 Uhr | Strafen: 2×                    | Spielbericht | Strafen: 2×             | Dvorana Zlatorog, Celje Zuschauer: 400 Schiedsrichter: Vujačić, Kažanegre |

| 28. Juli 2017 13:00 Uhr | Niederlande            | 26:34        | Ungarn                            | Dvorana Zlatorog, Celje Zuschauer: 77 Schiedsrichter: Praštalo, Todorović |
| 28. Juli 2017 13:00 Uhr | meiste Tore: Freriks 7 | (14:18)      | meiste Tore: Klujber, Márton je 8 | Dvorana Zlatorog, Celje Zuschauer: 77 Schiedsrichter: Praštalo, Todorović |
| 28. Juli 2017 13:00 Uhr | Strafen: 3× 4×         | Spielbericht | Strafen: 3× 4×                    | Dvorana Zlatorog, Celje Zuschauer: 77 Schiedsrichter: Praštalo, Todorović |

| 28. Juli 2017 15:00 Uhr | Rumänien             | 26:23        | Schweden                        | Dvorana Zlatorog, Celje Zuschauer: 100 Schiedsrichter: Christidi, Papamattheou |
| 28. Juli 2017 15:00 Uhr | meiste Tore: Tîrcă 8 | (11:13)      | meiste Tore: Lerby, Olsson je 4 | Dvorana Zlatorog, Celje Zuschauer: 100 Schiedsrichter: Christidi, Papamattheou |
| 28. Juli 2017 15:00 Uhr | Strafen: 3×          | Spielbericht | Strafen: 3× 4×                  | Dvorana Zlatorog, Celje Zuschauer: 100 Schiedsrichter: Christidi, Papamattheou |

| 30. Juli 2017 13:00 Uhr | Ungarn                 | 23:24        | Schweden              | Dvorana Zlatorog, Celje Zuschauer: 100 Schiedsrichter: Freitas, Carvalho |
| 30. Juli 2017 13:00 Uhr | meiste Tore: Klujber 5 | (14:12)      | meiste Tore: Olsson 7 | Dvorana Zlatorog, Celje Zuschauer: 100 Schiedsrichter: Freitas, Carvalho |
| 30. Juli 2017 13:00 Uhr | Strafen: 2× 4×         | Spielbericht | Strafen: 3× 4×        | Dvorana Zlatorog, Celje Zuschauer: 100 Schiedsrichter: Freitas, Carvalho |

| 30. Juli 2017 15:00 Uhr | Rumänien             | 24:31        | Niederlande              | Dvorana Zlatorog, Celje Zuschauer: 120 Schiedsrichter: Krause-Kjær, Pedersen |
| 30. Juli 2017 15:00 Uhr | meiste Tore: Tîrcă 7 | (14:16)      | meiste Tore: Housheer 12 | Dvorana Zlatorog, Celje Zuschauer: 120 Schiedsrichter: Krause-Kjær, Pedersen |
| 30. Juli 2017 15:00 Uhr | Strafen: 3× 4×       | Spielbericht | Strafen: 1× 4×           | Dvorana Zlatorog, Celje Zuschauer: 120 Schiedsrichter: Krause-Kjær, Pedersen |

### Gruppe B
| Pl. | Land           | Sp. | S | U | N | Tore     | Diff. | Punkte |
| --- | -------------- | --- | - | - | - | -------- | ----- | ------ |
| 1.  | Russland       | 3   | 3 | 0 | 0 | 095:500  | +45   | 06:00  |
| 2.  | Norwegen       | 3   | 2 | 0 | 1 | 080:630  | +17   | 04:20  |
| 3.  | Kroatien       | 3   | 1 | 0 | 2 | 075:690  | +6    | 02:40  |
| 4.  | Nordmazedonien | 3   | 0 | 0 | 3 | 049:1170 | −68   | 00:60  |

| 27. Juli 2017 17:00 Uhr | Russland                                     | 23:15        | Norwegen               | Dvorana Zlatorog, Celje Zuschauer: 100 Schiedsrichter: Praštalo, Todorović |
| 27. Juli 2017 17:00 Uhr | meiste Tore: Dudina, Skorobogattschenko je 5 | (11:10)      | meiste Tore: Reistad 3 | Dvorana Zlatorog, Celje Zuschauer: 100 Schiedsrichter: Praštalo, Todorović |
| 27. Juli 2017 17:00 Uhr | Strafen: 2× 4×                               | Spielbericht | Strafen: 3× 1×         | Dvorana Zlatorog, Celje Zuschauer: 100 Schiedsrichter: Praštalo, Todorović |

| 27. Juli 2017 19:00 Uhr | Kroatien                | 35:14        | Mazedonien               | Dvorana Zlatorog, Celje Zuschauer: 55 Schiedsrichter: Christidi, Papamattheou |
| 27. Juli 2017 19:00 Uhr | meiste Tore: Japundža 6 | (14:3)       | meiste Tore: Gichevska 6 | Dvorana Zlatorog, Celje Zuschauer: 55 Schiedsrichter: Christidi, Papamattheou |
| 27. Juli 2017 19:00 Uhr | Strafen: 2× 3×          | Spielbericht | Strafen: 1× 4×           | Dvorana Zlatorog, Celje Zuschauer: 55 Schiedsrichter: Christidi, Papamattheou |

| 28. Juli 2017 17:00 Uhr | Mazedonien               | 15:42        | Russland                          | Dvorana Zlatorog, Celje Zuschauer: 100 Schiedsrichter: Krause-Kjær, Pedersen |
| 28. Juli 2017 17:00 Uhr | meiste Tore: Gichevska 6 | (9:20)       | meiste Tore: Skorobogattschenko 6 | Dvorana Zlatorog, Celje Zuschauer: 100 Schiedsrichter: Krause-Kjær, Pedersen |
| 28. Juli 2017 17:00 Uhr | Strafen: 2×              | Spielbericht | Strafen: 3× 5×                    | Dvorana Zlatorog, Celje Zuschauer: 100 Schiedsrichter: Krause-Kjær, Pedersen |

| 28. Juli 2017 19:00 Uhr | Norwegen               | 25:20        | Kroatien                | Dvorana Zlatorog, Celje Zuschauer: 44 Schiedsrichter: Freitas, Carvalho |
| 28. Juli 2017 19:00 Uhr | meiste Tore: Reistad 5 | (13:12)      | meiste Tore: Japundža 6 | Dvorana Zlatorog, Celje Zuschauer: 44 Schiedsrichter: Freitas, Carvalho |
| 28. Juli 2017 19:00 Uhr | Strafen: 1× 3×         | Spielbericht | Strafen: 3×             | Dvorana Zlatorog, Celje Zuschauer: 44 Schiedsrichter: Freitas, Carvalho |

| 30. Juli 2017 17:00 Uhr | Russland                          | 30:20        | Kroatien                          | Dvorana Zlatorog, Celje Zuschauer: 100 Schiedsrichter: Vujačić, Kažanegre |
| 30. Juli 2017 17:00 Uhr | meiste Tore: Skorobogattschenko 7 | (13:8)       | meiste Tore: Kalčić, Mikolić je 5 | Dvorana Zlatorog, Celje Zuschauer: 100 Schiedsrichter: Vujačić, Kažanegre |
| 30. Juli 2017 17:00 Uhr | Strafen: 3× 6×                    | Spielbericht | Strafen: 2× 3×                    | Dvorana Zlatorog, Celje Zuschauer: 100 Schiedsrichter: Vujačić, Kažanegre |

| 30. Juli 2017 19:00 Uhr | Norwegen                 | 40:20        | Mazedonien                | Dvorana Zlatorog, Celje Zuschauer: 50 Schiedsrichter: Lindenbaum, Laron |
| 30. Juli 2017 19:00 Uhr | meiste Tore: Ellertsen 7 | (19:9)       | meiste Tore: Bozinovska 6 | Dvorana Zlatorog, Celje Zuschauer: 50 Schiedsrichter: Lindenbaum, Laron |
| 30. Juli 2017 19:00 Uhr | Strafen: 2× 3×           | Spielbericht | Strafen: 6×               | Dvorana Zlatorog, Celje Zuschauer: 50 Schiedsrichter: Lindenbaum, Laron |

### Gruppe C
| Pl. | Land        | Sp. | S | U | N | Tore    | Diff. | Punkte |
| --- | ----------- | --- | - | - | - | ------- | ----- | ------ |
| 1.  | Frankreich  | 3   | 3 | 0 | 0 | 087:690 | +18   | 06:00  |
| 2.  | Deutschland | 3   | 2 | 0 | 1 | 070:640 | +6    | 04:20  |
| 3.  | Spanien     | 3   | 1 | 0 | 2 | 079:760 | +3    | 02:40  |
| 4.  | Serbien     | 3   | 0 | 0 | 3 | 059:860 | −27   | 00:60  |

| 27. Juli 2017 13:00 Uhr | Spanien                | 20:21        | Deutschland                             | Športna dvorana Golovec, Celja Zuschauer: 106 Schiedsrichter: Ilieva, Karbeska |
| 27. Juli 2017 13:00 Uhr | meiste Tore: Cesáreo 5 | (9:11)       | meiste Tore: Lott, Kalmbach, Peter je 4 | Športna dvorana Golovec, Celja Zuschauer: 106 Schiedsrichter: Ilieva, Karbeska |
| 27. Juli 2017 13:00 Uhr | Strafen: 3× 4×         | Spielbericht | Strafen: 3× 7×                          | Športna dvorana Golovec, Celja Zuschauer: 106 Schiedsrichter: Ilieva, Karbeska |

| 27. Juli 2017 15:00 Uhr | Frankreich           | 26:21        | Serbien               | Športna dvorana Golovec, Celja Zuschauer: 100 Schiedsrichter: Lindenbaum, Laron |
| 27. Juli 2017 15:00 Uhr | meiste Tore: Mauny 7 | (10:12)      | meiste Tore: Cvijić 6 | Športna dvorana Golovec, Celja Zuschauer: 100 Schiedsrichter: Lindenbaum, Laron |
| 27. Juli 2017 15:00 Uhr | Strafen: 2× 5×       | Spielbericht | Strafen: 2× 4×        | Športna dvorana Golovec, Celja Zuschauer: 100 Schiedsrichter: Lindenbaum, Laron |

| 28. Juli 2017 13:00 Uhr | Serbien               | 18:34        | Spanien                         | Športna dvorana Golovec, Celja Zuschauer: 80 Schiedsrichter: M. Bennani, S. Bennani |
| 28. Juli 2017 13:00 Uhr | meiste Tore: Cvijić 5 | (11:15)      | meiste Tore: González Sánchez 8 | Športna dvorana Golovec, Celja Zuschauer: 80 Schiedsrichter: M. Bennani, S. Bennani |
| 28. Juli 2017 13:00 Uhr | Strafen: 3× 6×        | Spielbericht | Strafen: 4× 2×                  | Športna dvorana Golovec, Celja Zuschauer: 80 Schiedsrichter: M. Bennani, S. Bennani |

| 28. Juli 2017 15:00 Uhr | Deutschland            | 23:24        | Frankreich             | Športna dvorana Golovec, Celja Zuschauer: 100 Schiedsrichter: Năstase, Stancu |
| 28. Juli 2017 15:00 Uhr | meiste Tore: Maidhof 4 | (10:14)      | meiste Tore: Blonbou 6 | Športna dvorana Golovec, Celja Zuschauer: 100 Schiedsrichter: Năstase, Stancu |
| 28. Juli 2017 15:00 Uhr | Strafen: 3×            | Spielbericht | Strafen: 3× 4×         | Športna dvorana Golovec, Celja Zuschauer: 100 Schiedsrichter: Năstase, Stancu |

| 30. Juli 2017 13:00 Uhr | Spanien                   | 25:37        | Frankreich              | Športna dvorana Golovec, Celja Zuschauer: 200 Schiedsrichter: Ilieva, Karbeska |
| 30. Juli 2017 13:00 Uhr | meiste Tore: Vegué Pena 8 | (14:16)      | meiste Tore: Blonbou 10 | Športna dvorana Golovec, Celja Zuschauer: 200 Schiedsrichter: Ilieva, Karbeska |
| 30. Juli 2017 13:00 Uhr | Strafen: 4× 1×            | Spielbericht | Strafen: 4×             | Športna dvorana Golovec, Celja Zuschauer: 200 Schiedsrichter: Ilieva, Karbeska |

| 30. Juli 2017 15:00 Uhr | Deutschland           | 26:20        | Serbien               | Športna dvorana Golovec, Celja Zuschauer: 200 Schiedsrichter: Christidi, Papamattheou |
| 30. Juli 2017 15:00 Uhr | meiste Tore: Bayerl 6 | (10:10)      | meiste Tore: Cvijić 7 | Športna dvorana Golovec, Celja Zuschauer: 200 Schiedsrichter: Christidi, Papamattheou |
| 30. Juli 2017 15:00 Uhr | Strafen: 2× 7× 1×     | Spielbericht | Strafen: 3× 7× 1×     | Športna dvorana Golovec, Celja Zuschauer: 200 Schiedsrichter: Christidi, Papamattheou |

### Gruppe D
| Pl. | Land       | Sp. | S | U | N | Tore    | Diff. | Punkte |
| --- | ---------- | --- | - | - | - | ------- | ----- | ------ |
| 1.  | Dänemark   | 3   | 3 | 0 | 0 | 084:540 | +30   | 06:00  |
| 2.  | Montenegro | 3   | 2 | 0 | 1 | 063:580 | +5    | 04:20  |
| 3.  | Slowenien  | 3   | 1 | 0 | 2 | 065:680 | −3    | 02:40  |
| 4.  | Portugal   | 3   | 0 | 0 | 3 | 049:810 | −32   | 00:60  |

| 27. Juli 2017 17:00 Uhr | Dänemark                                | 32:16        | Portugal              | Športna dvorana Golovec, Celja Zuschauer: 200 Schiedsrichter: M. Bennani, S. Bennani |
| 27. Juli 2017 17:00 Uhr | meiste Tore: Dahl, Friis, Hougaard je 5 | (16:8)       | meiste Tore: Moreno 6 | Športna dvorana Golovec, Celja Zuschauer: 200 Schiedsrichter: M. Bennani, S. Bennani |
| 27. Juli 2017 17:00 Uhr | Strafen: 3× 1×                          | Spielbericht | Strafen: 4× 2× 1×     | Športna dvorana Golovec, Celja Zuschauer: 200 Schiedsrichter: M. Bennani, S. Bennani |

| 27. Juli 2017 19:00 Uhr | Slowenien             | 17:24        | Montenegro             | Športna dvorana Golovec, Celja Zuschauer: 500 Schiedsrichter: Năstase, Stancu |
| 27. Juli 2017 19:00 Uhr | meiste Tore: Baruca 4 | (8:9)        | meiste Tore: Brnović 6 | Športna dvorana Golovec, Celja Zuschauer: 500 Schiedsrichter: Năstase, Stancu |
| 27. Juli 2017 19:00 Uhr | Strafen: 3×           | Spielbericht | Strafen: 3× 5×         | Športna dvorana Golovec, Celja Zuschauer: 500 Schiedsrichter: Năstase, Stancu |

| 28. Juli 2017 17:00 Uhr | Montenegro               | 18:26        | Dänemark                 | Športna dvorana Golovec, Celja Zuschauer: 100 Schiedsrichter: Lindenbaum, Laron |
| 28. Juli 2017 17:00 Uhr | meiste Tore: Jovićević 6 | (10:14)      | meiste Tore: Jørgensen 7 | Športna dvorana Golovec, Celja Zuschauer: 100 Schiedsrichter: Lindenbaum, Laron |
| 28. Juli 2017 17:00 Uhr | Strafen: 3× 1×           | Spielbericht | Strafen: 2× 5×           | Športna dvorana Golovec, Celja Zuschauer: 100 Schiedsrichter: Lindenbaum, Laron |

| 28. Juli 2017 19:00 Uhr | Portugal                | 18:28        | Slowenien                          | Športna dvorana Golovec, Celja Zuschauer: 500 Schiedsrichter: Ilieva, Karbeska |
| 28. Juli 2017 19:00 Uhr | meiste Tore: Minciună 7 | (10:15)      | meiste Tore: Akalović, Strnad je 6 | Športna dvorana Golovec, Celja Zuschauer: 500 Schiedsrichter: Ilieva, Karbeska |
| 28. Juli 2017 19:00 Uhr | Strafen: 3×             | Spielbericht | Strafen: 3× 4×                     | Športna dvorana Golovec, Celja Zuschauer: 500 Schiedsrichter: Ilieva, Karbeska |

| 30. Juli 2017 17:00 Uhr | Portugal                | 15:21        | Montenegro             | Športna dvorana Golovec, Celja Zuschauer: 110 Schiedsrichter: Praštalo, Todorović |
| 30. Juli 2017 17:00 Uhr | meiste Tore: Oliveira 7 | (5:8)        | meiste Tore: Brnović 7 | Športna dvorana Golovec, Celja Zuschauer: 110 Schiedsrichter: Praštalo, Todorović |
| 30. Juli 2017 17:00 Uhr | Strafen: 3× 5×          | Spielbericht | Strafen: 3× 5×         | Športna dvorana Golovec, Celja Zuschauer: 110 Schiedsrichter: Praštalo, Todorović |

| 30. Juli 2017 19:00 Uhr | Dänemark                            | 26:20        | Slowenien            | Športna dvorana Golovec, Celja Zuschauer: 732 Schiedsrichter: Năstase, Stancu |
| 30. Juli 2017 19:00 Uhr | meiste Tore: Ellebæk, Hougaard je 4 | (16:11)      | meiste Tore: Vučko 8 | Športna dvorana Golovec, Celja Zuschauer: 732 Schiedsrichter: Năstase, Stancu |
| 30. Juli 2017 19:00 Uhr | Strafen: 3× 5×                      | Spielbericht | Strafen: 2×          | Športna dvorana Golovec, Celja Zuschauer: 732 Schiedsrichter: Năstase, Stancu |

## Hauptrunde
In dieser Runde nahmen die erst- und zweitplatzierten Teams aus der Vorrunde teil. Das Spiel aus der Vorrunde wurde mit in die Hauptrunde genommen.

### Gruppe M1
| Pl. | Land        | Sp. | S | U | N | Tore    | Diff. | Punkte |
| --- | ----------- | --- | - | - | - | ------- | ----- | ------ |
| 1.  | Ungarn      | 3   | 3 | 0 | 0 | 087:680 | +19   | 06:00  |
| 2.  | Russland    | 3   | 2 | 0 | 1 | 072:620 | +10   | 04:20  |
| 3.  | Norwegen    | 3   | 1 | 0 | 2 | 065:780 | −13   | 02:40  |
| 4.  | Niederlande | 3   | 0 | 0 | 3 | 075:910 | −16   | 00:60  |

| 1. August 2017 17:00 Uhr | Niederlande             | 29:32        | Norwegen                | Dvorana Zlatorog, Celje Zuschauer: 100 Schiedsrichter: Ilieva, Karbeska |
| 1. August 2017 17:00 Uhr | meiste Tore: Freriks 10 | (16:18)      | meiste Tore: Reistad 11 | Dvorana Zlatorog, Celje Zuschauer: 100 Schiedsrichter: Ilieva, Karbeska |
| 1. August 2017 17:00 Uhr | Strafen: 3× 1×          | Spielbericht | Strafen: 3× 5×          | Dvorana Zlatorog, Celje Zuschauer: 100 Schiedsrichter: Ilieva, Karbeska |

| 1. August 2017 19:00 Uhr | Ungarn                  | 27:24        | Russland                          | Dvorana Zlatorog, Celje Zuschauer: 200 Schiedsrichter: M. Bennani, S. Bennani |
| 1. August 2017 19:00 Uhr | meiste Tore: Klujber 10 | (15:14)      | meiste Tore: Skorobogattschenko 8 | Dvorana Zlatorog, Celje Zuschauer: 200 Schiedsrichter: M. Bennani, S. Bennani |
| 1. August 2017 19:00 Uhr | Strafen: 1× 5×          | Spielbericht | Strafen: 2× 6×                    | Dvorana Zlatorog, Celje Zuschauer: 200 Schiedsrichter: M. Bennani, S. Bennani |

| 2. August 2017 17:00 Uhr | Norwegen               | 18:26        | Ungarn                 | Dvorana Zlatorog, Celje Zuschauer: 200 Schiedsrichter: Năstase, Stancu |
| 2. August 2017 17:00 Uhr | meiste Tore: Reistad 5 | (8:15)       | meiste Tore: Hornyák 6 | Dvorana Zlatorog, Celje Zuschauer: 200 Schiedsrichter: Năstase, Stancu |
| 2. August 2017 17:00 Uhr | Strafen: 2×            | Spielbericht | Strafen: 2× 1×         | Dvorana Zlatorog, Celje Zuschauer: 200 Schiedsrichter: Năstase, Stancu |

| 2. August 2017 19:00 Uhr | Russland                          | 25:20        | Niederlande          | Dvorana Zlatorog, Celje Zuschauer: 200 Schiedsrichter: Praštalo, Todorović |
| 2. August 2017 19:00 Uhr | meiste Tore: Skorobogattschenko 6 | (14:11)      | meiste Tore: Drent 5 | Dvorana Zlatorog, Celje Zuschauer: 200 Schiedsrichter: Praštalo, Todorović |
| 2. August 2017 19:00 Uhr | Strafen: 3× 5×                    | Spielbericht | Strafen: 3× 6×       | Dvorana Zlatorog, Celje Zuschauer: 200 Schiedsrichter: Praštalo, Todorović |

### Gruppe M2
| Pl. | Land        | Sp. | S | U | N | Tore    | Diff. | Punkte |
| --- | ----------- | --- | - | - | - | ------- | ----- | ------ |
| 1.  | Dänemark    | 3   | 3 | 0 | 0 | 075:640 | +11   | 06:00  |
| 2.  | Frankreich  | 3   | 2 | 0 | 1 | 077:680 | +9    | 04:20  |
| 3.  | Montenegro  | 3   | 1 | 0 | 2 | 063:770 | −14   | 02:40  |
| 4.  | Deutschland | 3   | 0 | 0 | 3 | 067:730 | −6    | 00:60  |

| 1. August 2017 17:00 Uhr | Deutschland                           | 23:27        | Montenegro             | Športna dvorana Golovec, Celja Zuschauer: 70 Schiedsrichter: Năstase, Stancu |
| 1. August 2017 17:00 Uhr | meiste Tore: Stuttfeld, Zschocke je 5 | (12:12)      | meiste Tore: Konatar 8 | Športna dvorana Golovec, Celja Zuschauer: 70 Schiedsrichter: Năstase, Stancu |
| 1. August 2017 17:00 Uhr | Strafen: 3× 4×                        | Spielbericht | Strafen: 7× 1×         | Športna dvorana Golovec, Celja Zuschauer: 70 Schiedsrichter: Năstase, Stancu |

| 1. August 2017 19:00 Uhr | Frankreich             | 25:27        | Dänemark             | Športna dvorana Golovec, Celja Zuschauer: 160 Schiedsrichter: Freitas, Carvalho |
| 1. August 2017 19:00 Uhr | meiste Tore: Blonbou 6 | (14:15)      | meiste Tore: Friis 7 | Športna dvorana Golovec, Celja Zuschauer: 160 Schiedsrichter: Freitas, Carvalho |
| 1. August 2017 19:00 Uhr | Strafen: 2×            | Spielbericht | Strafen: 2× 4×       | Športna dvorana Golovec, Celja Zuschauer: 160 Schiedsrichter: Freitas, Carvalho |

| 2. August 2017 17:00 Uhr | Montenegro                           | 18:28        | Frankreich                      | Športna dvorana Golovec, Celja Zuschauer: 50 Schiedsrichter: Ilieva, Karbeska |
| 2. August 2017 17:00 Uhr | meiste Tore: Čarapić, Jovićević je 5 | (11:21)      | meiste Tore: Blonbou, Ekoh je 6 | Športna dvorana Golovec, Celja Zuschauer: 50 Schiedsrichter: Ilieva, Karbeska |
| 2. August 2017 17:00 Uhr | Strafen: 3× 2×                       | Spielbericht | Strafen: 2×                     | Športna dvorana Golovec, Celja Zuschauer: 50 Schiedsrichter: Ilieva, Karbeska |

| 2. August 2017 19:00 Uhr | Dänemark                 | 22:21        | Deutschland          | Športna dvorana Golovec, Celja Zuschauer: 500 Schiedsrichter: M. Bennani, S. Bennani |
| 2. August 2017 19:00 Uhr | meiste Tore: Stougaard 8 | (14:6)       | meiste Tore: Peter 5 | Športna dvorana Golovec, Celja Zuschauer: 500 Schiedsrichter: M. Bennani, S. Bennani |
| 2. August 2017 19:00 Uhr | Strafen: 2× 4×           | Spielbericht | Strafen: 4×          | Športna dvorana Golovec, Celja Zuschauer: 500 Schiedsrichter: M. Bennani, S. Bennani |

## Finalrunde

### Übersicht
|  | Halbfinale | Halbfinale | Halbfinale |    |            | Finale           | Finale           | Finale           |
|  |            |            |            |    |            |                  |                  |                  |
|  |            |            |            |    |            |                  |                  |                  |
|  | B1         | Ungarn     | 26         |    |            |                  |                  |                  |
|  | C2         | Frankreich | 31         |    |            |                  |                  |                  |
|  |            |            |            | B1 | Frankreich | 31               |                  |                  |
|  |            |            |            |    | A1         | Russland         | 26               |                  |
|  | C1         | Dänemark   | 27         |    |            |                  |                  |                  |
|  | A1         | Russland   | 28         |    |            | Spiel um Platz 3 | Spiel um Platz 3 | Spiel um Platz 3 |
|  |            |            |            |    |            | C2               | Ungarn           | 26               |
|  | C1         | Dänemark   | 28         |    |            |                  |                  |                  |
|  |            |            |            |    |            |                  |                  |                  |

### Halbfinale
| 4. August 2017 17:00 Uhr | Ungarn               | 26:31        | Frankreich             | Dvorana Zlatorog, Celje Zuschauer: 300 Schiedsrichter: Freitas, Carvalho |
| 4. August 2017 17:00 Uhr | meiste Tore: Háfra 7 | (13:15)      | meiste Tore: Blonbou 9 | Dvorana Zlatorog, Celje Zuschauer: 300 Schiedsrichter: Freitas, Carvalho |
| 4. August 2017 17:00 Uhr | Strafen: 2×          | Spielbericht | Strafen: 4× 2×         | Dvorana Zlatorog, Celje Zuschauer: 300 Schiedsrichter: Freitas, Carvalho |

| 4. August 2017 19:30 Uhr | Dänemark                 | 27:28        | Russland                                              | Dvorana Zlatorog, Celje Zuschauer: 500 Schiedsrichter: Năstase, Stancu |
| 4. August 2017 19:30 Uhr | meiste Tore: Jørgensen 9 | (15:13)      | meiste Tore: Schaposchnikowa, Skorobogattschenko je 5 | Dvorana Zlatorog, Celje Zuschauer: 500 Schiedsrichter: Năstase, Stancu |
| 4. August 2017 19:30 Uhr | Strafen: 3×              | Spielbericht | Strafen: 2×                                           | Dvorana Zlatorog, Celje Zuschauer: 500 Schiedsrichter: Năstase, Stancu |

### Spiel um Platz 3
| 6. August 2017 15:00 Uhr | Ungarn               | 26:28        | Dänemark                             | Dvorana Zlatorog, Celje Zuschauer: 266 Schiedsrichter: Ilieva, Karbeska |
| 6. August 2017 15:00 Uhr | meiste Tore: Háfra 9 | (13:14)      | meiste Tore: Ellebæk, Jørgensen je 8 | Dvorana Zlatorog, Celje Zuschauer: 266 Schiedsrichter: Ilieva, Karbeska |
| 6. August 2017 15:00 Uhr | Strafen: 2× 3×       | Spielbericht | Strafen: 3× 1×                       | Dvorana Zlatorog, Celje Zuschauer: 266 Schiedsrichter: Ilieva, Karbeska |

### Finale
| 6. August 2017 17:30 Uhr | Frankreich          | 31:26        | Russland                          | Dvorana Zlatorog, Celje Zuschauer: 500 Schiedsrichter: Vujačić, Kažanegre |
| 6. August 2017 17:30 Uhr | meiste Tore: Ekoh 7 | (18:15)      | meiste Tore: Skorobogattschenko 8 | Dvorana Zlatorog, Celje Zuschauer: 500 Schiedsrichter: Vujačić, Kažanegre |
| 6. August 2017 17:30 Uhr | Strafen: 3×         | Spielbericht | Strafen: 2× 1×                    | Dvorana Zlatorog, Celje Zuschauer: 500 Schiedsrichter: Vujačić, Kažanegre |

## Zwischenrunde
In dieser Runde nahmen die dritt- und viertplatzierten Teams aus der Vorrunde teil. Das Spiel aus der Vorrunde wurde mit in die Zwischenrunde genommen.

### Gruppe I1
| Pl. | Land           | Sp. | S | U | N | Tore     | Diff. | Punkte |
| --- | -------------- | --- | - | - | - | -------- | ----- | ------ |
| 1.  | Rumänien       | 3   | 3 | 0 | 0 | 084:670  | +17   | 06:00  |
| 2.  | Schweden       | 3   | 2 | 0 | 1 | 086:630  | +23   | 04:20  |
| 3.  | Kroatien       | 3   | 1 | 0 | 2 | 080:660  | +14   | 02:40  |
| 4.  | Nordmazedonien | 3   | 0 | 0 | 3 | 050:1040 | −54   | 00:60  |

| 1. August 2017 13:00 Uhr | Schweden                         | 40:15        | Mazedonien               | Dvorana Zlatorog, Celje Zuschauer: 80 Schiedsrichter: Vujačić, Kažanegre |
| 1. August 2017 13:00 Uhr | meiste Tore: Matthijs Holmberg 7 | (16:5)       | meiste Tore: Gichevska 8 | Dvorana Zlatorog, Celje Zuschauer: 80 Schiedsrichter: Vujačić, Kažanegre |
| 1. August 2017 13:00 Uhr | Strafen: 1× 3×                   | Spielbericht | Strafen: 2× 3×           | Dvorana Zlatorog, Celje Zuschauer: 80 Schiedsrichter: Vujačić, Kažanegre |

| 1. August 2017 15:00 Uhr | Rumänien             | 29:23        | Kroatien             | Dvorana Zlatorog, Celje Zuschauer: 50 Schiedsrichter: Lindenbaum, Laron |
| 1. August 2017 15:00 Uhr | meiste Tore: Tecar 7 | (13:13)      | meiste Tore: Lukić 7 | Dvorana Zlatorog, Celje Zuschauer: 50 Schiedsrichter: Lindenbaum, Laron |
| 1. August 2017 15:00 Uhr | Strafen: 2× 4×       | Spielbericht | Strafen: 1× 6×       | Dvorana Zlatorog, Celje Zuschauer: 50 Schiedsrichter: Lindenbaum, Laron |

| 2. August 2017 13:00 Uhr | Mazedonien               | 21:29        | Rumänien             | Dvorana Zlatorog, Celje Zuschauer: 50 Schiedsrichter: Krause-Kjær, Pedersen |
| 2. August 2017 13:00 Uhr | meiste Tore: Gichevska 6 | (10:17)      | meiste Tore: Tîrcă 9 | Dvorana Zlatorog, Celje Zuschauer: 50 Schiedsrichter: Krause-Kjær, Pedersen |
| 2. August 2017 13:00 Uhr | Strafen: 2× 5×           | Spielbericht | Strafen: 1× 3×       | Dvorana Zlatorog, Celje Zuschauer: 50 Schiedsrichter: Krause-Kjær, Pedersen |

| 2. August 2017 15:00 Uhr | Kroatien                | 22:23        | Schweden                       | Dvorana Zlatorog, Celje Zuschauer: 166 Schiedsrichter: Freitas, Carvalho |
| 2. August 2017 15:00 Uhr | meiste Tore: Japundža 5 | (14:10)      | meiste Tore: Scheuer Larsson 9 | Dvorana Zlatorog, Celje Zuschauer: 166 Schiedsrichter: Freitas, Carvalho |
| 2. August 2017 15:00 Uhr | Strafen: 2×             | Spielbericht | Strafen: 2× 4×                 | Dvorana Zlatorog, Celje Zuschauer: 166 Schiedsrichter: Freitas, Carvalho |

### Gruppe I2
| Pl. | Land      | Sp. | S | U | N | Tore    | Diff. | Punkte |
| --- | --------- | --- | - | - | - | ------- | ----- | ------ |
| 1.  | Spanien   | 3   | 3 | 0 | 0 | 088:630 | +25   | 06:00  |
| 2.  | Slowenien | 3   | 2 | 0 | 1 | 080:650 | +15   | 04:20  |
| 3.  | Portugal  | 3   | 1 | 0 | 2 | 065:790 | −14   | 02:40  |
| 4.  | Serbien   | 3   | 0 | 0 | 3 | 062:880 | −26   | 00:60  |

| 1. August 2017 13:00 Uhr | Serbien               | 22:25        | Portugal                | Športna dvorana Golovec, Celja Zuschauer: 100 Schiedsrichter: Praštalo, Todorović |
| 1. August 2017 13:00 Uhr | meiste Tore: Cvijić 8 | (11:10)      | meiste Tore: Oliveira 8 | Športna dvorana Golovec, Celja Zuschauer: 100 Schiedsrichter: Praštalo, Todorović |
| 1. August 2017 13:00 Uhr | Strafen: 4× 6×        | Spielbericht | Strafen: 3× 4×          | Športna dvorana Golovec, Celja Zuschauer: 100 Schiedsrichter: Praštalo, Todorović |

| 1. August 2017 15:00 Uhr | Spanien                          | 25:23        | Slowenien             | Športna dvorana Golovec, Celja Zuschauer: 166 Schiedsrichter: Krause-Kjær, Pedersen |
| 1. August 2017 15:00 Uhr | meiste Tore: Mbengue Rodríguez 5 | (15:12)      | meiste Tore: Strnad 7 | Športna dvorana Golovec, Celja Zuschauer: 166 Schiedsrichter: Krause-Kjær, Pedersen |
| 1. August 2017 15:00 Uhr | Strafen: 3× 2×                   | Spielbericht | Strafen: 2× 3× 1×     | Športna dvorana Golovec, Celja Zuschauer: 166 Schiedsrichter: Krause-Kjær, Pedersen |

| 2. August 2017 13:00 Uhr | Portugal                             | 22:29        | Spanien                   | Športna dvorana Golovec, Celja Zuschauer: 50 Schiedsrichter: Christidi, Papamattheou |
| 2. August 2017 13:00 Uhr | meiste Tore: Oliveira, Monteiro je 8 | (13:15)      | meiste Tore: Vegué Pena 6 | Športna dvorana Golovec, Celja Zuschauer: 50 Schiedsrichter: Christidi, Papamattheou |
| 2. August 2017 13:00 Uhr | Strafen: 1× 5×                       | Spielbericht | Strafen: 2× 1×            | Športna dvorana Golovec, Celja Zuschauer: 50 Schiedsrichter: Christidi, Papamattheou |

| 2. August 2017 15:00 Uhr | Slowenien               | 29:22        | Serbien                | Športna dvorana Golovec, Celja Zuschauer: 100 Schiedsrichter: Vujačić, Kažanegre |
| 2. August 2017 15:00 Uhr | meiste Tore: Akalović 5 | (16:8)       | meiste Tore: Cvijić 11 | Športna dvorana Golovec, Celja Zuschauer: 100 Schiedsrichter: Vujačić, Kažanegre |
| 2. August 2017 15:00 Uhr | Strafen: 1× 3×          | Spielbericht | Strafen: 1× 3×         | Športna dvorana Golovec, Celja Zuschauer: 100 Schiedsrichter: Vujačić, Kažanegre |

## Platzierungsspiele

### Playoff um Platz 13–16
| 4. August 2017 12:00 Uhr | Kroatien                | 27:18        | Serbien               | Športna dvorana Golovec, Celja Zuschauer: 50 Schiedsrichter: Lindenbaum, Laron |
| 4. August 2017 12:00 Uhr | meiste Tore: Mrazović 8 | (13:8)       | meiste Tore: Cvijić 4 | Športna dvorana Golovec, Celja Zuschauer: 50 Schiedsrichter: Lindenbaum, Laron |
| 4. August 2017 12:00 Uhr | Strafen: 1× 3×          | Spielbericht | Strafen: 3× 5×        | Športna dvorana Golovec, Celja Zuschauer: 50 Schiedsrichter: Lindenbaum, Laron |

| 4. August 2017 14:30 Uhr | Portugal                 | 35:22        | Mazedonien                | Športna dvorana Golovec, Celja Zuschauer: 56 Schiedsrichter: Praštalo, Todorović |
| 4. August 2017 14:30 Uhr | meiste Tore: Minciună 11 | (17:12)      | meiste Tore: Bozinovska 6 | Športna dvorana Golovec, Celja Zuschauer: 56 Schiedsrichter: Praštalo, Todorović |
| 4. August 2017 14:30 Uhr | Strafen: 3× 2×           | Spielbericht | Strafen: 3× 4×            | Športna dvorana Golovec, Celja Zuschauer: 56 Schiedsrichter: Praštalo, Todorović |

#### Spiel um Platz 15
| 5. August 2017 12:00 Uhr | Serbien                | 24:21        | Mazedonien                | Dvorana Zlatorog, Celje Zuschauer: 50 Schiedsrichter: Freitas, Carvalho |
| 5. August 2017 12:00 Uhr | meiste Tore: Radović 5 | (12:10)      | meiste Tore: Bozinovska 7 | Dvorana Zlatorog, Celje Zuschauer: 50 Schiedsrichter: Freitas, Carvalho |
| 5. August 2017 12:00 Uhr | Strafen: 1× 4×         | Spielbericht | Strafen: 3× 5× 1×         | Dvorana Zlatorog, Celje Zuschauer: 50 Schiedsrichter: Freitas, Carvalho |

#### Spiel um Platz 13
| 5. August 2017 14:30 Uhr | Kroatien                | 32:22        | Portugal              | Dvorana Zlatorog, Celje Zuschauer: 100 Schiedsrichter: Lindenbaum, Laron |
| 5. August 2017 14:30 Uhr | meiste Tore: Mrazović 9 | (17:9)       | meiste Tore: Moreno 6 | Dvorana Zlatorog, Celje Zuschauer: 100 Schiedsrichter: Lindenbaum, Laron |
| 5. August 2017 14:30 Uhr | Strafen: 1× 3×          | Spielbericht | Strafen: 3× 4×        | Dvorana Zlatorog, Celje Zuschauer: 100 Schiedsrichter: Lindenbaum, Laron |

### Playoff um Platz 9–12
| 4. August 2017 17:00 Uhr | Rumänien             | 26:17        | Slowenien             | Športna dvorana Golovec, Celja Zuschauer: 200 Schiedsrichter: M. Bennani, S. Bennani |
| 4. August 2017 17:00 Uhr | meiste Tore: Tîrcă 8 | (13:12)      | meiste Tore: Helbel 5 | Športna dvorana Golovec, Celja Zuschauer: 200 Schiedsrichter: M. Bennani, S. Bennani |
| 4. August 2017 17:00 Uhr | Strafen: 4× 3×       | Spielbericht | Strafen: 2×           | Športna dvorana Golovec, Celja Zuschauer: 200 Schiedsrichter: M. Bennani, S. Bennani |

| 4. August 2017 19:30 Uhr | Spanien                    | 21:27        | Schweden             | Športna dvorana Golovec, Celja Zuschauer: 88 Schiedsrichter: Vujačić, Kažanegre |
| 4. August 2017 19:30 Uhr | meiste Tore: Zarco Úbeda 9 | (11:12)      | meiste Tore: Lerby 6 | Športna dvorana Golovec, Celja Zuschauer: 88 Schiedsrichter: Vujačić, Kažanegre |
| 4. August 2017 19:30 Uhr | Strafen: 2× 3×             | Spielbericht | Strafen: 2× 1×       | Športna dvorana Golovec, Celja Zuschauer: 88 Schiedsrichter: Vujačić, Kažanegre |

#### Spiel um Platz 11
| 5. August 2017 17:00 Uhr | Slowenien            | 28:29        | Spanien                          | Dvorana Zlatorog, Celje Zuschauer: 200 Schiedsrichter: Christidi, Papamattheou |
| 5. August 2017 17:00 Uhr | meiste Tore: Vučko 7 | (15:18)      | meiste Tore: Mbengue Rodríguez 5 | Dvorana Zlatorog, Celje Zuschauer: 200 Schiedsrichter: Christidi, Papamattheou |
| 5. August 2017 17:00 Uhr | Strafen: 1× 2×       | Spielbericht | Strafen: 3× 2×                   | Dvorana Zlatorog, Celje Zuschauer: 200 Schiedsrichter: Christidi, Papamattheou |

#### Spiel um Platz 9
| 5. August 2017 19:30 Uhr | Rumänien              | 32:30        | Schweden             | Dvorana Zlatorog, Celje Zuschauer: 100 Schiedsrichter: Krause-Kjær, Pedersen |
| 5. August 2017 19:30 Uhr | meiste Tore: Tîrcă 12 | (19:12)      | meiste Tore: Lerby 5 | Dvorana Zlatorog, Celje Zuschauer: 100 Schiedsrichter: Krause-Kjær, Pedersen |
| 5. August 2017 19:30 Uhr | Strafen: 1× 3×        | Spielbericht | Strafen: 2× 4×       | Dvorana Zlatorog, Celje Zuschauer: 100 Schiedsrichter: Krause-Kjær, Pedersen |

### Playoff um Platz 5–8
| 4. August 2017 12:00 Uhr | Norwegen            | 28:31 n. V.      | Deutschland             | Dvorana Zlatorog, Celje Zuschauer: 100 Schiedsrichter: Krause-Kjær, Pedersen |
| 4. August 2017 12:00 Uhr | meiste Tore: Lund 9 | (13:10), (23:23) | meiste Tore: Maidhof 12 | Dvorana Zlatorog, Celje Zuschauer: 100 Schiedsrichter: Krause-Kjær, Pedersen |
| 4. August 2017 12:00 Uhr | Strafen: 2× 3×      | Spielbericht     | Strafen: 1× 2×          | Dvorana Zlatorog, Celje Zuschauer: 100 Schiedsrichter: Krause-Kjær, Pedersen |

| 4. August 2017 14:30 Uhr | Montenegro               | 25:29        | Niederlande             | Dvorana Zlatorog, Celje Zuschauer: 200 Schiedsrichter: Christidi, Papamattheou |
| 4. August 2017 14:30 Uhr | meiste Tore: Jovićević 7 | (11:14)      | meiste Tore: Housheer 9 | Dvorana Zlatorog, Celje Zuschauer: 200 Schiedsrichter: Christidi, Papamattheou |
| 4. August 2017 14:30 Uhr | Strafen: 2× 4×           | Spielbericht | Strafen: 1× 3×          | Dvorana Zlatorog, Celje Zuschauer: 200 Schiedsrichter: Christidi, Papamattheou |

#### Spiel um Platz 7
| 6. August 2017 10:00 Uhr | Norwegen            | 28:23        | Montenegro                         | Dvorana Zlatorog, Celje Zuschauer: 50 Schiedsrichter: Krause-Kjær, Pedersen |
| 6. August 2017 10:00 Uhr | meiste Tore: Lund 6 | (14:13)      | meiste Tore: Brnović, Konatar je 5 | Dvorana Zlatorog, Celje Zuschauer: 50 Schiedsrichter: Krause-Kjær, Pedersen |
| 6. August 2017 10:00 Uhr |                     | Spielbericht | Strafen: 1× 2×                     | Dvorana Zlatorog, Celje Zuschauer: 50 Schiedsrichter: Krause-Kjær, Pedersen |

#### Spiel um Platz 5
| 6. August 2017 12:30 Uhr | Deutschland                           | 27:26        | Niederlande                 | Dvorana Zlatorog, Celje Zuschauer: 150 Schiedsrichter: M. Bennani, S. Bennani |
| 6. August 2017 12:30 Uhr | meiste Tore: Degenhardt, Maidhof je 6 | (11:16)      | meiste Tore: van Wetering 7 | Dvorana Zlatorog, Celje Zuschauer: 150 Schiedsrichter: M. Bennani, S. Bennani |
| 6. August 2017 12:30 Uhr | Strafen: 2× 7× 1×                     | Spielbericht | Strafen: 2× 4×              | Dvorana Zlatorog, Celje Zuschauer: 150 Schiedsrichter: M. Bennani, S. Bennani |

## Abschlussplatzierungen
| Rang   | Team        | Sp. | S | U | N | Tore    | Diff. |
| ------ | ----------- | --- | - | - | - | ------- | ----- |
| Gold   | Frankreich  | 7   | 6 | 0 | 1 | 202:166 | +036  |
| Silber | Dänemark    | 7   | 6 | 0 | 1 | 188:154 | +034  |
| Bronze | Ungarn      | 7   | 4 | 0 | 3 | 188:172 | +016  |
| 04.    | Deutschland | 7   | 4 | 0 | 3 | 172:167 | +005  |
| 05.    | Niederlande | 7   | 3 | 0 | 4 | 187:190 | −003  |
| 06.    | Norwegen    | 7   | 4 | 0 | 3 | 186:172 | +014  |
| 07.    | Montenegro  | 7   | 3 | 0 | 4 | 156:166 | −010  |
| 08.    | Rumänien    | 7   | 5 | 0 | 2 | 187:171 | +016  |
| 09.    | Schweden    | 7   | 4 | 0 | 3 | 190:165 | +025  |
| 10.    | Spanien     | 7   | 4 | 0 | 3 | 183:176 | +007  |
| 11.    | Slowenien   | 7   | 2 | 0 | 5 | 162:170 | −008  |
| 12.    | Kroatien    | 7   | 3 | 0 | 4 | 179:161 | +018  |
| 13.    | Portugal    | 7   | 2 | 0 | 5 | 153:186 | −033  |
| 14.    | Serbien     | 7   | 1 | 0 | 6 | 145:188 | −043  |
| 15.    | Mazedonien  | 7   | 0 | 0 | 7 | 128:245 | −117  |
| 16.    | Russland    | 7   | 5 | 0 | 2 | 198:155 | +043  |

## All-Star-Team
| Bo van Wetering |               | Tatjana Brnović   |                 | Katrin Klujber |
|                 | Henny Reistad |                   | Jannela Blonbou |                |
|                 |               | Milana Taschenowa |                 |                |
|                 |               | Amalie Milling    |                 |                |